# Prudens van Duyse
Prudens van Duyse (Dendermonde, 17 settembre 1804 – Gand, 13 novembre 1859) è stato uno scrittore belga fiammingo. Ha iniziato la sua carriera come impiegato di un notaio, ma in seguito ha studiato legge all'Università di Gand, dove si è laureato nel 1832. Nel 1836 divenne archivista della città di Gand. Fu cofondatore dell'organizzazione De tael is gansch het volk ("la lingua è l'intero popolo") ed è stato uno dei pionieri del Movimento fiammingo. All'inizio della sua carriera letteraria, scrisse la cosiddetta poesia nazionale, ma il suo vero debutto fu con la poesia Lofdicht op de Nederlandsche taal, che scrisse nel 1829. Pubblicò le sue migliori poesie in Het klaverblad (1848) e in Nazomer (1859).